# Sale (alchimia)

Simbolo alchemico del sale

Il sale in alchimia rappresenta il sostrato materiale che, insieme allo zolfo e al mercurio, compone i diversi aspetti e qualità degli elementi.

## Storia

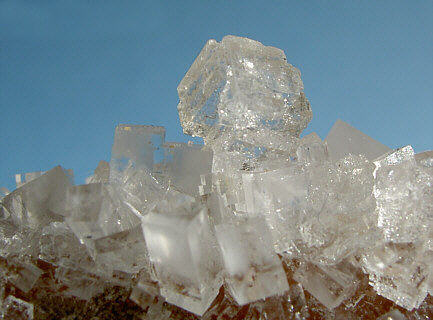
Cristalli di sale.

Di fondamentale importanza per la capacità di conservazione del cibo, il sale per migliaia di anni fu per gli esseri umani un fattore di sviluppo della civiltà, consentendo di eliminare la dipendenza dalla disponibilità stagionale di cibo. Molte vie del sale, come la via Salaria in Italia, furono istituite sin dall'età del Bronzo.
Diversi popoli dell'antichità, come i Cinesi, gli Ebrei, gli Hittiti, i Greci, i Romani attribuivano al sale un alto valore, usandolo spesso anche come moneta di scambio per i pagamenti. 
Nell'Antico Testamento la legge mosaica chiedeva che il sale venisse aggiunto agli animali bruciati in sacrificio, e veniva paragonata l'alleanza sacerdotale tra Dio e la discendenza patriarcale di Aaronne al sale. Anche nel Nuovo Testamento il sale fu usato da Gesù come metafora, rivolgendosi ai discepoli: 
(Matteo, V, 13)
Da allora con questo paragone si usa descrivere qualcuno che è di particolare valore per la società, o che dà significato a un contesto.
Durante il tardo Impero Romano e per tutto il Medioevo il sale continuò a essere un bene prezioso portato lungo le vie del sale, che collegavano centri dell'Oriente come Timbuktu al cuore delle tribù germaniche.

## Proprietà alchemiche
Il sale in alchimia simboleggia la fissità e permanenza della Terra o della materia, che occorre disciogliere perché si trasfiguri in spirito. In quanto elemento di equilibrio, di stabilizzatore armonico tra opposte qualità come il Sole e la Luna, era ritenuto da Paracelso il terzo ingrediente, dopo lo zolfo e il mercurio, da aggiungere nelle operazioni di trasmutazione alchemica, che consistevano nella scomposizione degli elementi nei loro componenti originari per poi ricombinarli in una forma più eterea e nobile: solve et coagula.

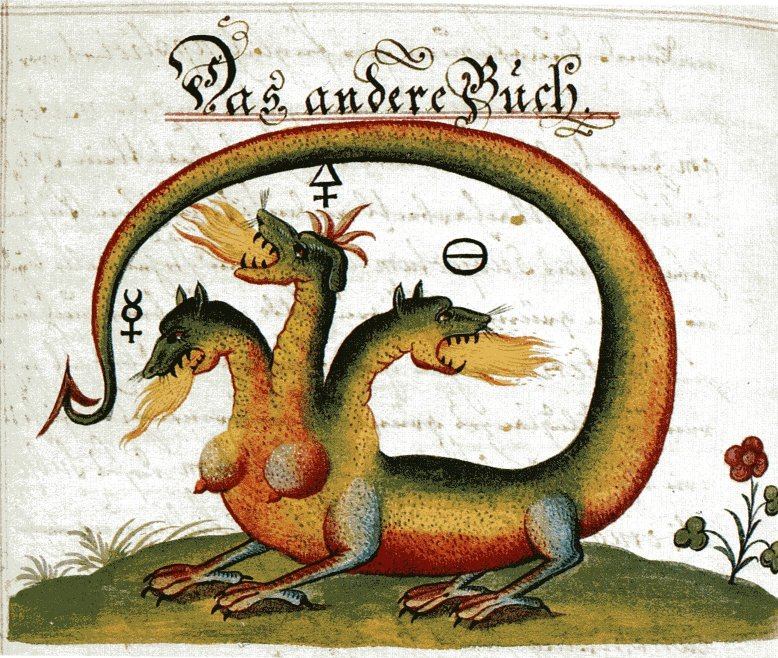
Illustrazione dal trattato Clavis Artis, in cui è raffigurato un drago o un uroboro, allegoria della totalità del mondo, con tre teste, ciascuna delle quali rappresenta uno dei tre simboli alchemici, cioè mercurio, zolfo e sale.

Per analogia, le proprietà fisiche di sale, zolfo e mercurio, ognuna esprimente una diversa capacità di trasmutazione della materia, cioè lo zolfo per la combustione, il mercurio per la plasticità, ed il sale per la solubilità, erano trasferite al piano etereo e metafisico, assurgendo a simboli dei componenti dell'essere umano (spirito, anima, corpo), visto come un microcosmo nel quale si rispecchia il macrocosmo.
(Paracelso, Opus Paramirum, 1531 )
Il sale, come il corpo fisico dell'uomo, è quindi spirito latente o solidificato, che attende di essere sciolto per tramutarsi in oro vivo.
l'invisibil spirito universale

che in esso è seme, in un vivo Or risolve.»
(Francesco Maria Santinelli, Sonetti alchemici, a cura di Anna Maria Partini, pag. 46, Mediterranee, Roma 1985)